# Домовичок Кузя
«Домовичок Ку́зя» — чотирисерійний цикл радянських лялькових мультиплікаційних фільмів про кумедного непосидючого домовика на ім'я Кузя, знятий за мотивами казок Тетяни Олександрової та сценаріями Марини Вишневецької та Валентина Берестова.

## Історія створення
В основу сценарію для першої серії мультфільму, «Будинок для Кузьки», лягла повість-казка Тетяни Олександрової «Кузька у новій квартирі», випущена видавництвом " Дитяча література " у 1977 році (художники: Є. Чайко та М. Гран). Казку Александрова почала писати восени 1972 року у садибі художника Василя Поленова (там, де колись Сергій Прокоф'єв написав музику до балету «Ромео і Джульєтта»). За рік до виходу казки у книжковому вигляді в газеті "Тиждень" було надруковано уривок під назвою «Кузько в новому будинку».
Відома навіть точна дата народження персонажа — 8 жовтня 1972 року. Саме в цей день в садибі Полінова прийнято відзначати День народження домовинка Кузі. Тоді ж Александрова, яка за освітою була ще й художницею-мультиплікаторкою (свого часу вона закінчила відділення мультиплікації у ВДІКу), зробила перші малюнки до книги, що багато в чому визначили остаточний образ персонажів на екрані. Але письменницю не допустили до ілюстрування її першої книги, пославшись на те, що вона не є членом Спілки художників, і в результаті малюнки, що увійшли до книги, виявилися далекими від образів, які задумувала сама Александрова. Оскільки вона померла 22 грудня 1983 року, інші дві частини трилоґії так і не були опубліковані.
Чоловік письменниці, поет Валентин Берестов, важко переживав втрату, і після смерти дружини поставив собі за мету домогтися опублікування всіх частин повісти. У цей же час йому надійшло замовлення від студії "Мульттелефільм" (тоді підрозділ творчого об'єднання «Екран») на створення сценарію за мотивами книги «Кузька в новій квартирі», що вже вийшла. Берестов взявся до роботи, і вже наступного року мультфільм вийшов на екрани і одразу ж набув величезної популярности.
Продовження не змусило довго чекати, і в 1985 році вийшла друга серія «Пригоди домовичка», сценарій для якої був написаний за мотивами ще не опублікованих частин повісти — «Кузка в лісі» і «Кузька в Баби-Яги». Стараннями Берестова вони таки побачили світ у 1986 році. У цьому ж році вийшла третя серія мультфільму — «Казка для Наташі», а через рік і остання — «Повернення домовичка». Сюжетна лінія останніх трьох серій слабо перетиналася з оригінальним текстом.
Оскільки сама повість, а особливо дві останні її частини були досить своєрідними і безпосередньо відобразити їх зміст на екрані, не порушуючи ідеї першого мультфільму, було неможливо, то Марині Вишневецькій, яка була автором сценарію останніх трьох серій, довелося писати сценарій для «Пригод домовленості» практично з початку, а в основу останніх двох серій взагалі було покладено ориґінальний сценарій, в якому немає нічого спільного з книгою.
Спочатку при створенні першої серії мультфільму його продовження не планувалося. Тому не були враховані деякі сюжетні моменти книги, що пов'язували першу частину повісти з іншими, і в результаті виникла хронолоґічна розбіжність, коли серія «Дім для Кузьки», що вийшла першою за часом, за сюжетом виявилася лише другою. Тим часом перша частина ориґінальної трилоґії Тетяни Олександрової закінчується тим, що Кузька, освоївшись у новій квартирі, вирішив розповісти Наталці про своє минуле і все, що йде далі в наступних частинах, — це його спогади (10-31 глави). У мультфільмі ж цей момент пропущений, тому, за задумом авторів, серії повинні показуватися саме в порядку розвитку сюжету, а не їх створення, проте на практиці це часто не дотримується.